# Малая Когода
Малая Когода — река в России, протекает по Каргасокскому району Томской области. Устье реки находится в 2 км по правому берегу от места впадения протоки Сосновской в Обь. Длина реки составляет 13 км.

## Данные водного реестра
По данным государственного водного реестра России относится к Верхнеобскому бассейновому округу, водохозяйственный участок реки — Обь от впадения реки Кеть до впадения реки Васюган, речной подбассейн реки — Кеть. Речной бассейн реки — (Верхняя) Обь до впадения Иртыша.
Код объекта в государственном водном реестре — 13010700112115200028546.